# Мемориал еврейским солдатам Красной армии во Второй мировой войне
Мемориал еврейским солдатам советской армии во Второй мировой войне (ивр. האנדרטה לזכר החיילים היהודים בצבא האדום במלחמת העולם השנייה‎) — мемориал, расположенный на военном кладбище на горе Герцля, в Иерусалиме, посвящённый памяти еврейских солдат, павших на фронтах Второй мировой войны в составе Советской Армии.
Мемориал построен по инициативе Организации ветеранов Красной Армии, участников Второй мировой войны (ивр. ארגון החיילים המשוחררים של הצבא האדום במלחמת העולם השנייה‎). Архитектор мемориала Ицхак Рахлин. Строительством руководил инженер Зеев Карив. Мемориал открыт 12 ноября 1989 года. Рядом с ним расположен Мемориал еврейским солдатам польской армии во Второй мировой войне.
Мемориал расположен на подъёме одного из рёбер горы с юга на север и представляет собой стену, разделённую на три части. Правая часть высотой 5 метров из камней медного цвета, в верхней части представляющая собой менору с 7 подсвечниками. В нижней части надпись:

Памяти двухсот тысяч еврейских солдат, павших в составе Красной Армии во время Второй мировой войны.
Оригинальный текст (иврит)לזכר מאתיים אלף הלוחמים היהודים שנפלו בשורות הצבא האדום במלחמת העולם השנייה.

Средняя часть стены покрыта иерусалимским камнем, на котором металлическим буквами выложена строчка из второй главы книги судей: «Ради памяти поколений сынов Израиля». Ниже надпись на русском языке: «Еврейским солдатам, павшим в боях против нацизма в рядах Советской Армии».
В верху третьей части стены расположены шесть медных цифр «200 000». Перед стеной устроена площадка для проведения церемоний, с левой стороны которой закреплены обтёсанные камни, идущие от большего к меньшему, как символ людей, превратившихся в прах, рядом с которыми установлена каска с винтовкой, а рядом ниша, в которой находится книга с именами павших.
Вход в мемориал оформлен в виде лестницы, с двух сторон которой поставлены облицованные камни, на которых вытесано «1941—1945». Ниже дат находятся символы памяти в виде каски на перекрещенных винтовке Мосина и шашке, сделанных из металла.

## Галерея

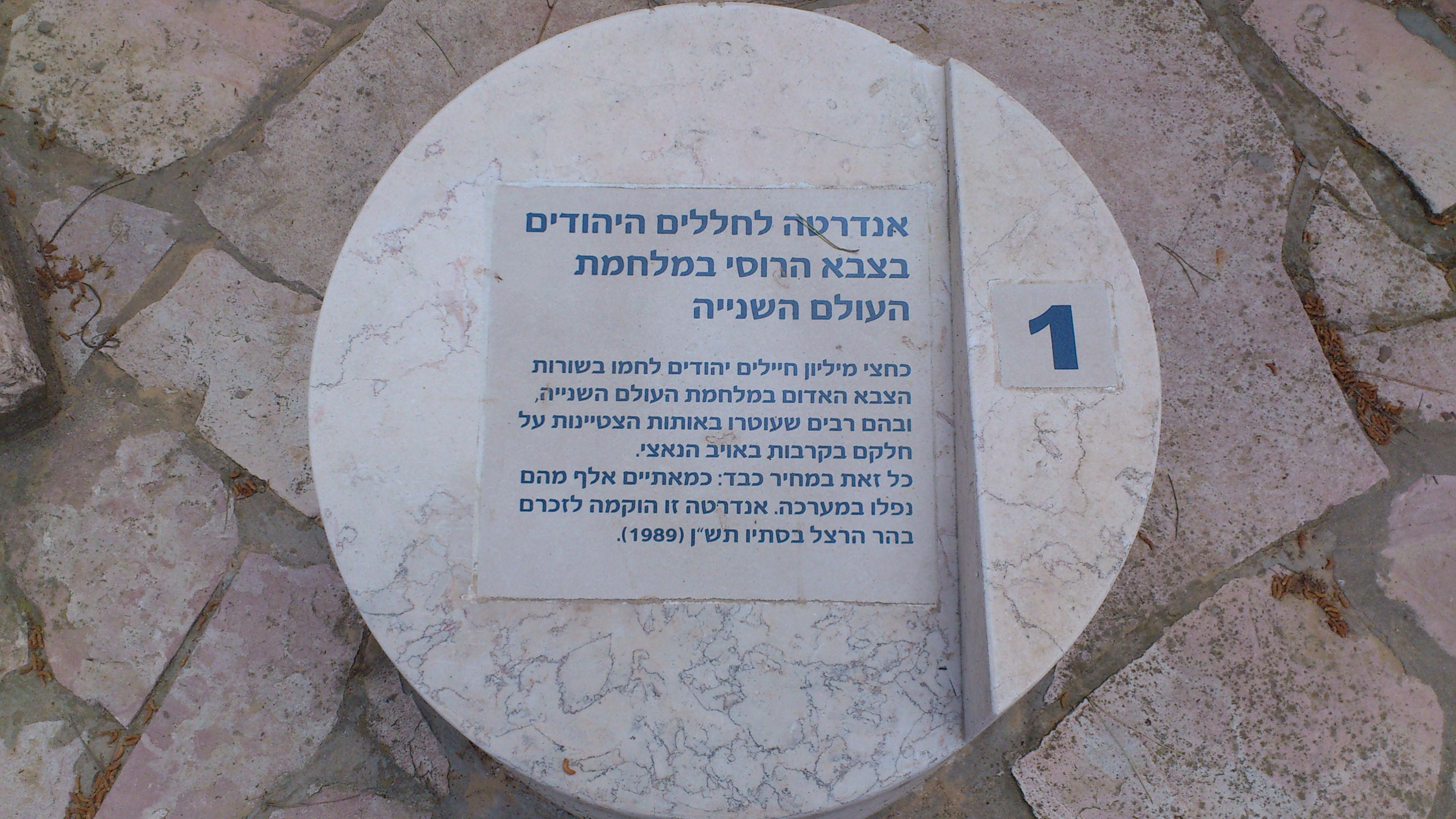
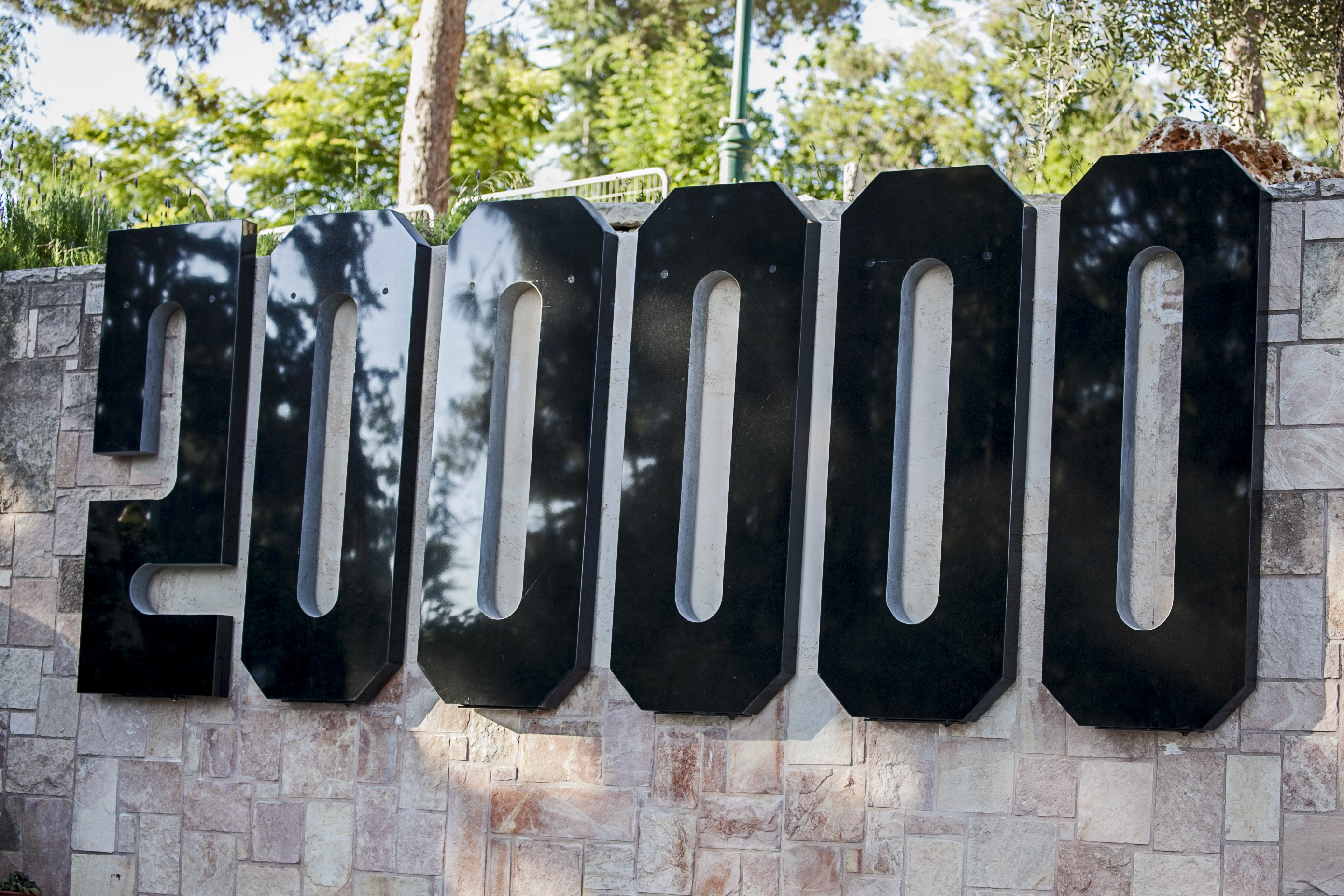
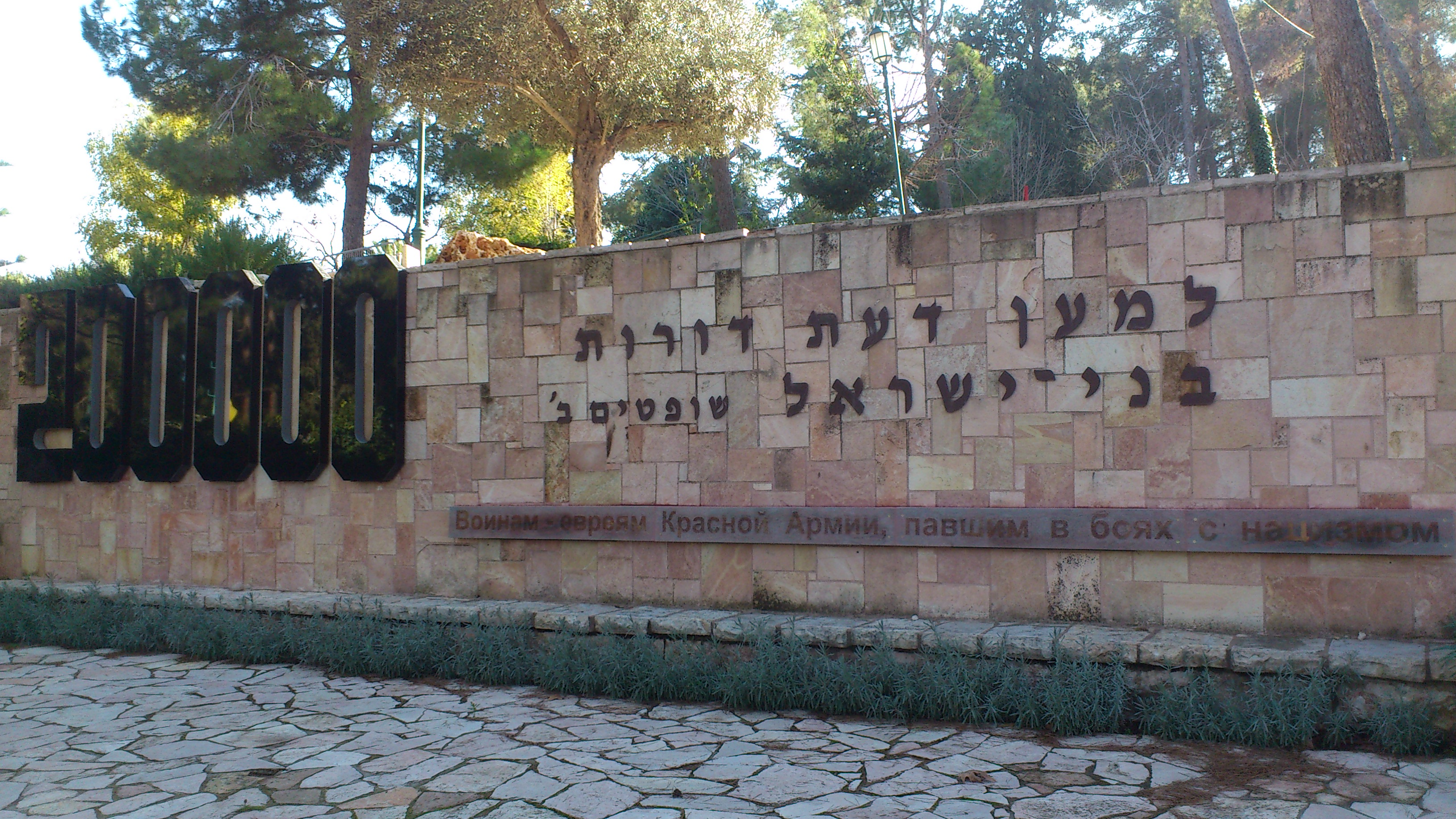
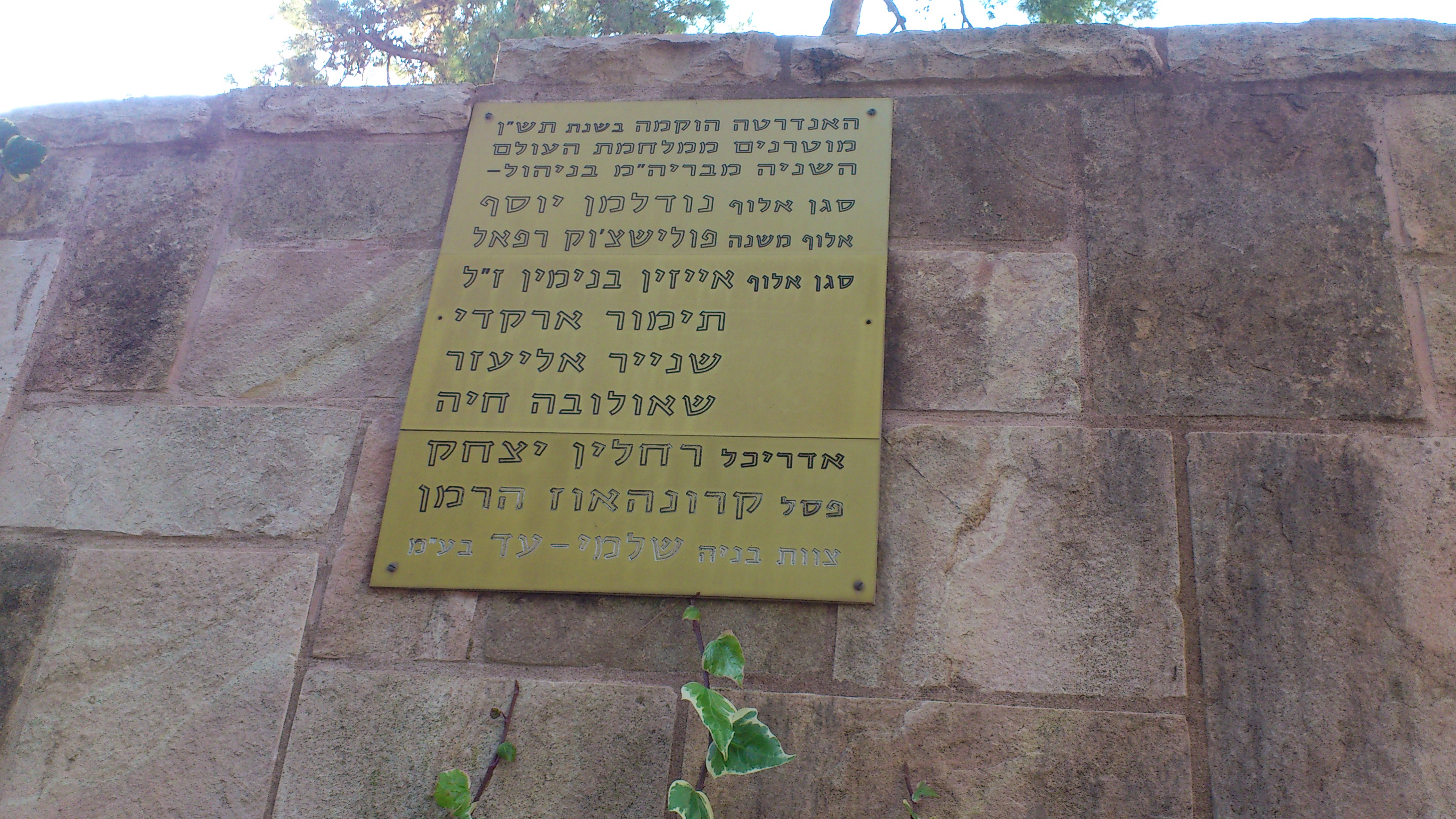